# 吉氏十字蛸
吉氏十字蛸（學名：Stauroteuthis gilchristi）是一種小型的遠洋章魚，棲息於南大西洋的深海，為少數可進行生物發光的章魚物種，外型與十字蛸類似。

## 描述
吉氏十字蛸觸腕間具有薄膜，且體內具有U型的小殼提供給鰭的肌肉附著，觸腕上具有明顯的鬚，但缺乏齒舌。和十字蛸比起來，吉氏十字蛸具有較大的吸盤。目前僅發現少數個體，可能不具有兩性異形，但仍然無法確認，因為目前發現的個體均為雄性及未發育成熟的雌性。

## 棲息與分布地
吉氏十字蛸棲息於南大西洋的深海中，模式標本發現於南非，也是南非目前發現到的唯一個體。在南喬治亞附近也有發現數個個體，但其特徵與正模標本有些許不同，南喬治亞個體觸腕上的鬚可長至更接近觸腕末端的位置，這代表位於大西洋兩岸所發現的吉氏十字蛸個體可能實際屬於兩個獨立物種。2004年，在南印度洋也有發現到吉氏十字蛸存在。

## 生態學
棲息於副南極帶的掠食性魚類小鱗犬牙南極魚主要以頭足綱為食，透過解剖其胃部並觀察其中殘留的喙就可大略知道當地分布的頭足綱物種。在克羅澤群島附近海域中南極魚的胃裡，1725個頭足綱的喙有53個屬於吉氏十字蛸，約占了總數的3%。這項研究也讓吉氏十字蛸的棲息地區延伸到了南印度洋。